# Khémisset (provincie)
Khémisset is een provincie in de Marokkaanse regio Rabat-Salé-Kénitra.
Khémisset telt 521.815 inwoners op een oppervlakte van 8305 km².

## Bestuurlijke indeling
De provincie is bestuurlijk als volgt ingedeeld:
| Name                    | Geografische code | Type                | Huishoudens | Inwoners (2004) | Buitenlanders | Marokkanen | Opmerkingen                                                                                               |
| ----------------------- | ----------------- | ------------------- | ----------- | --------------- | ------------- | ---------- | --- |
| Khemisset               | 291.01.01.        | Gemeente            | 22769       | 105088          | 70            | 105018     | |
| Rommani                 | 291.01.03.        | Gemeente            | 2614        | 12172           | 5             | 12167      | |
| Tiflet                  | 291.01.05.        | Gemeente            | 14790       | 69640           | 34            | 69606      | |
| Ait Mimoune             | 291.03.01.        | Landelijke gemeente | 1918        | 10236           | 0             | 10236      | |
| Ait Ouribel             | 291.03.03.        | Landelijke gemeente | 1746        | 10224           | 1             | 10223      | |
| Ait Siberne             | 291.03.05.        | Landelijke gemeente | 1001        | 5232            | 0             | 5232       | |
| Ait Yadine              | 291.03.07.        | Landelijke gemeente | 3463        | 19461           | 0             | 19461      | |
| El Ganzra               | 291.03.09.        | Landelijke gemeente | 2107        | 13404           | 0             | 13404      | |
| Majmaa Tolba            | 291.03.11.        | Landelijke gemeente | 3341        | 16698           | 1             | 16697      | |
| Sfassif                 | 291.03.13.        | Landelijke gemeente | 1467        | 8051            | 0             | 8051       | |
| Sidi Allal Lamsadder    | 291.03.15.        | Landelijke gemeente | 1744        | 8740            | 1             | 8739       | |
| Sidi El Ghandour        | 291.03.17.        | Landelijke gemeente | 3764        | 18587           | 8             | 18579      | |
| Ait Ichou               | 291.05.01.        | Landelijke gemeente | 378         | 2213            | 0             | 2213       | |
| Ait Ikkou               | 291.05.03.        | Landelijke gemeente | 1995        | 10676           | 0             | 10676      | |
| Bouqachmir              | 291.05.05.        | Landelijke gemeente | 767         | 4454            | 0             | 4454       | |
| Houderrane              | 291.05.07.        | Landelijke gemeente | 1484        | 6572            | 0             | 6572       | |
| Maaziz                  | 291.05.09.        | Landelijke gemeente | 2772        | 12171           | 4             | 12167      | 9190 inwoners woonde in het centrum, genaamd Mâaziz; 2981 inwoners woonde op het platteland.              |
| Oulmes                  | 291.05.11.        | Landelijke gemeente | 4107        | 19014           | 0             | 19014      | 9460 inwoners woonde in het centrum, genaamd Oulmes; 9554 inwoners woonde op het platteland.              |
| Tiddas                  | 291.05.13.        | Landelijke gemeente | 2575        | 11831           | 0             | 11831      | 3584 inwoners woonde in het centrum, genaamd Tidass; 8247 inwoners woonde op het platteland.              |
| Ain Sbit                | 291.07.01.        | Landelijke gemeente | 2064        | 11411           | 1             | 11410      | |
| Brachoua                | 291.07.05.        | Landelijke gemeente | 2256        | 12371           | 1             | 12370      | |
| Ezzhiliga               | 291.07.07.        | Landelijke gemeente | 2858        | 15506           | 0             | 15506      | |
| Jemaat Moul Blad        | 291.07.09.        | Landelijke gemeente | 1135        | 6429            | 0             | 6429       | |
| Laghoualem              | 291.07.11.        | Landelijke gemeente | 2222        | 12560           | 0             | 12560      | |
| Marchouch               | 291.07.13.        | Landelijke gemeente | 2068        | 11075           | 0             | 11075      | |
| Moulay Driss Aghbal     | 291.07.15.        | Landelijke gemeente | 974         | 5603            | 0             | 5603       | |
| Ain Johra               | 291.09.01.        | Landelijke gemeente | 1668        | 10151           | 1             | 10150      | |
| Ait Belkacem            | 291.09.03.        | Landelijke gemeente | 890         | 4915            | 0             | 4915       | |
| Ait Bouyahya El Hajjama | 291.09.05.        | Landelijke gemeente | 1066        | 5514            | 0             | 5514       | |
| Ait Malek               | 291.09.07.        | Landelijke gemeente | 824         | 4396            | 0             | 4396       | |
| Khemis Sidi Yahya       | 291.09.09.        | Landelijke gemeente | 1255        | 6562            | 0             | 6562       | |
| M'Qam Tolba             | 291.09.11.        | Landelijke gemeente | 2244        | 14705           | 0             | 14705      | |
| Sidi Abderrazak         | 291.09.13.        | Landelijke gemeente | 2382        | 13654           | 2             | 13652      | |
| Sidi Boukhalkhal        | 291.09.15.        | Landelijke gemeente | 1236        | 7200            | 0             | 7200       | |
| Sidi Allal El Bahraoui  | 291.09.17.        | Landelijke gemeente | 3052        | 15299           | 11            | 15288      | 9884 inwoners woonde in het centrum, genaamd Sidi Allal El Bahra; 5415 inwoners woonde op het platteland. |

Ben Slimane · Khouribga · Settat · El Jadida · Safi · Boulmane · Fez · Moulay Yacoub · Sefrou · Kénitra · Sidi Kacem · Casablanca · Médiouna · Mohammedia · Nouaceur · Assa-Zag · Guelmim · Tan-Tan · Tata · Boujdour · Es-Semara · Lâayoune · Al Haouz · Chichaoua · Essaouira · Kelâat Es-Sraghna · Marrakech · Al Ismaïlia · El Hajeb · Errachidia · Ifrane · Khénifra · Meknès · Berkane · Figuig · Jerada · Driouch · Nador · Oujda-Angad · Taourirt · Aousserd · Oued ed Dahab · Khémisset · Rabat · Salé · Skhirat-Témara · Agadir-Ida-Ou-Tanane · Inezgane-Aït Melloul · Chtouka-Aït Baha · Ouarzazate · Taroudant · Tiznit · Zagora · Azilal · Béni-Mellal · Chefchaouen · Fahs-Bni Mkada · Larache · Tanger-Asilah · Tétouan · Al Hoceima · Taounate · Taza